# William Robert Grove
Sir William Robert Grove (født 11. juli 1811 i Swansea, død 2. august 1896 i London) var en engelsk naturforsker.
Af fag var Grove jurist, men i sin fritid drev han med iver fysikalske studier. Hans talrige arbejder angår især galvaniske elementer og elektrolyse. Han gav sig meget af med den galvaniske polarisation og opfandt sin bekendte gaskæde samt det konstante element, der bærer hans navn. Årene 1871—87 var han dommer og måtte indstille sin virksomhed som fysiker, men efter at have trukket sig tilbage fra embedet optog han den igen på sine gamle dage.